# 瀬木比呂志
瀬木 比呂志（せぎ ひろし、1954年〈昭和29年〉4月3日 - ）は、日本の民事訴訟法学者、明治大学名誉教授、著述家、元判事。裁判官時代の一般書については、関根 牧彦（せきね まきひこ）の筆名を用いていた。

## 経歴
1954年名古屋市に生まれる。1973年愛知県立旭丘高校卒業。東京大学法学部在学中に司法試験に合格。1977年同大学卒業。2年の司法修習（第31期）を経て、1979年東京地裁判事補。以後、東京を中心に勤務し、東京地裁判事部総括（裁判長）等を務め、また、最高裁には、事務総局民事局局付と最高裁調査官として2度勤務している。東京とその周辺以外の勤務地は、浜松、大阪、沖縄である。
2012年明治大学法科大学院教授に転身。民事訴訟法諸分野の講義・演習を担当した。2025年定年退職。
判事補時代から研究を始め、また、30代に入ってから、鶴見俊輔に勧められ、関根牧彦の筆名で雑誌『思想の科学』に執筆を始め、以後、裁判官時代には、論文・研究書については実名で、私的な文章については筆名で、執筆を続けた。
判事補時代にアメリカ、シアトルのワシントン大学で、学者転身後にもアメリカで、各1年間の在外研究を行っている。
また、裁判官時代に、1999年には日本民事訴訟法学会（日本民事訴訟法学会50周年記念シンポジウム）で、2001年には日本家族〈社会と法〉学会（学術大会・シンポジウム「子の奪い合い紛争の法的解決をめざして」）で、それぞれ報告を行っている。
2015年、『ニッポンの裁判』により第2回城山三郎賞を受賞している。

## 執筆・研究
論文は、1984年に『家庭裁判月報』に発表されたアメリカの少年法制度に関する論文が最初のものである。以後、裁判官時代のうち、2007年までの主要論文は、論文集『民事裁判実務と理論の架橋』（2007年）に収録されている。
研究書主著としては、教科書『民事保全法』（初版2001年）、『民事訴訟法』（初版2019年）、研究の総論に当たる『民事訴訟の本質と諸相』（2013年）、民事訴訟実務・制度の体系的分析書『民事訴訟実務・制度要論』（2015年）、著者の判決、判例を素材とした独習ケースブック『ケース演習 民事訴訟実務と法的思考』（2017年）（以上の2冊は裁判官時代の書物の改訂新版）、前記の論文集がある。
『内的転向論』（1994年）以下裁判官時代の筆名による一般書のうち、小説『映画館の妖精』（1998年）を除いた3冊は、思索的エッセイである。うち、『心を求めて』（1996年）については、評論家芹沢俊介が「自前の体験を自前の思考で省察しつくそうとする姿勢が貫き通されている。これぞ哲学なのだ」と評し、『対話としての読書』（2003年）については、民法学者水野紀子が、「その土地を熟知してはいるが土地者ではない異邦人が案内してくれる旅のように、すでに訪れて知っていたはずの本が思わぬ姿で鮮明に立ち現れてくる」と評している。
大学教授転身後の一般書としては、以下のようなものがある。
日本の司法制度および裁判の包括的批判・分析を行ったものとして、『絶望の裁判所』（2014年）、『ニッポンの裁判』（2015年）、『檻の中の裁判官』（2021年）があり、それぞれ、最高裁を始めとする裁判所制度、具体的な裁判、裁判官をテーマとしている。ジャーナリスト清水潔との対談『裁判所の正体』（2017年）は、以上を補足する内容となっている。また、創作『黒い巨塔 最高裁判所』（2016年）は、以上のような分析では描けない部分、戦後の日本における司法権力のリアルなあり方とそこに生きる人間たちの思考、感情、生態を描いたものという。
これらの書物に関しては、『絶望の裁判所』につき、民法学者米倉明が「わが国の裁判官制度の問題点を鋭く、かつ具体的に指摘した、熱のこもった警世の書」と、『ニッポンの裁判』につき、政治学・国家論学者西川伸一が「裁判所の内実を知り抜いている著者の、社会調査法でいう参与観察に基づく叙述の迫力は圧倒的」と、『黒い巨塔』につき、弁護士・都市政策学者の五十嵐敬喜が、「『純然たるフィクション』というコメント付きの作品だがまさしく最高裁事務総局内部の『ドラマ』を描いたものとして出色」と評するなど、学者・法律家の引用や言及も多い。
法学・司法関連書としては、ほかに、民事訴訟手続全般の解説・分析を行った『民事裁判入門』（2019年）、著者なりの「予防法学」を提唱した『我が身を守る法律知識』（2023年）、法社会学研究者の視点から現代日本人の法意識を総合的に分析した『現代日本人の法意識』（2024年）がある。
司法以外の分野の書物としては、リベラルアーツ・独学関連の『リベラルアーツの学び方』（2015年）、『究極の独学術』（2020年）、『教養としての現代漫画』（2019年）、筆名時代と同様の思索的エッセイ『裁判官・学者の哲学と意見』（2018年）がある。最後のものの内容は、父母との関係を含む生育歴・経歴、自己の思想形成や執筆の過程、鶴見俊輔論と鶴見との関係、2度目の在外研究体験に基づく現代アメリカ論等である。

## 人物・エピソード
名古屋の古い下町に生まれ育っており、何でもない下町の風情こそが自分にとっての日本であるという。
反面教師としての側面をも含め影響を受けたという父については、「瀬木姓は、父の村が一つの発祥地で、今川の分流が創成したものであり、その一族には、独立独歩の自由主義的な人間が多い。父は、後見人に遺産を蕩尽されたためにまとまった教育は受けられなかったが、日本人には珍しい徹底した合理主義者、実証主義者、経験論者で、議論では圧倒的に強かった」と語っている。
本来の資質は一般社会科学系の学者のそれだと思うが、親の既定の方針に従い、当時文系の最難関であった東大法学部に進むことを事実上余儀なくされ、また、学生時代には未だ法学に大きな興味まではもてなかったことから、当初は学者でなく裁判官の道を選んだという。
裁判官時代の研究については、口頭弁論充実型訴訟運営を提唱する論文といった、一般的な審理方法を理論化したにすぎないようなものまで、最高裁の方針に沿わないとして批判を受けたことがあるという。また、学者に転身した別の判事補が、自己の論文につき最高裁の方針に沿わないとして事実上抹殺されてしまったと述べている例を、当人のネット上の記述から引いている。
大学への転身については、2002年以降、国立、公立の各有力大学から話があったが、生活上の諸事情からその時点では受けられず、2012年の明治大学の話に至って受けられたという。
大学教授転身後最初の一般書である『絶望の裁判所』（2014年）は、ベストセラーとなって大きな反響を呼び、多数のメディア・書評に取り上げられた。ジャーナリストの魚住昭は、同書について、「これまで誰も踏み込めなかった日本の『奥の院』最高裁に投じられた爆弾のようなものだ。私はここ10年ほどの間、これほど破壊力を持つ著作を目にしたことがない」と評し、精神科医の斎藤環は、「昨今の司法界を巡って人々が漠然と感じていた違和感に、『複雑明快』とでも言うべき答えを示した。ハードな内容ながら広く読まれているのもうなずける」と評した。
書物については、専門書・研究書をも含め一つの作品として書いており、また、それぞれの書物が、考えられるテーマの総体から成る「一  つの本」の一部でもあるという。
文章、論旨は、基本的に明快だが、レトリックに凝る側面もあり、また、各種書物や芸術への言及も時々みられる。本人は、芸術等への言及については、それが自分の経験論の素材の一つだからであり、映画への言及が多いのは、それが社会や時代との結び付きの強い芸術様式であり素材としての価値が大きいからであると述べている。

## 思想・発言
みずからの思想については、第一に、個人の内面の自由は最大限尊重されるべきだと考えるなど基本的に自由主義的だが、左派の思想やアメリカニズムの進歩主義的な部分には懐疑的である、第二に、基本的には英米系の経験論だが、ヨーロッパ大陸系の思想のよい部分もとりいれている、第三に、意識のレベルでは基本的に唯物論だが、無意識に近い部分では神秘主義や運命論にも親和的であるとしている。また、まとめて、「合理論や現代思想・哲学の影響をも受けた私なりのプラグマティズム」とも定義している。なお、筆名による裁判官時代の書物の中心的なテーマについては、善悪未分化の状態にある人間の根源的な生の形としてのイノセンス（無垢）であるという。
プラグマティズムの観点から、リベラルアーツの素材として、社会・人文科学、思想のみならず、自然科学、批評、ノンフィクション、芸術諸分野をも重視している。中でも自然科学については、『リベラルアーツの学び方』の書物紹介で筆頭にあげているほか、『民事訴訟の本質と諸相』でも、自然科学によりながら人間存在を考察している。また、映画、ロックミュージック、漫画等を含めたサブカルチャーにも詳しく、こうした芸術形式についても、質が高いと考えるものは、ボーダーレスに、また横断的に、リベラルアーツの一部として取り上げている。
執筆のきっかけを与えられた鶴見俊輔の思想については、「日本の戦前の哲学の植民地的な性格に対する絶望と反省に根ざしたもので、『アメリカのプラグマティズムを、日本土着の思想、庶民の思想との結び付きの中で生き直させようとしたもの』」と定義している。また、鶴見から直接に聴いた言葉のうち特に印象に残っているものとして、弁護士・学生運動についての懐疑的な評価の言葉、「私は進歩的文化人ではない」、「自分の場所を見付けた人間は強くなる」などの言葉、そして、国家に対する強い批判の言葉を挙げている。
一般的な司法・裁判の分析・批判以外の発言については、以下のようなものがある。
憲法改正については、「本当の『改善』でなければ意味がない。政治家たちの水準がそれを行うに足りる信頼度に達したときに、本当に必要な事柄があればすればよい」とし、第9条については、純粋な自衛権まで否定するものと解する必要はないが、集団的自衛権については別であるという。
死刑については、反対であり、絶対的終身刑をもって代えるべきであるとする。その根拠としては、理論的な正当化が困難なこと、犯罪の責任のすべてを行為者に帰するのは難しいこと、冤罪であった場合に取り返しがつかないことを挙げている。また、殺人被害者の家族が加害者の死を望むのは感情としてはごく自然なことだが、制度論としてはマクロ的な見方も必要であるという。
袴田事件については冤罪を主張していた。恵庭OL殺人事件についても冤罪であるとし、詳細な分析を行っている。
共同親権制度については、「それ自体は一つの望ましい制度だが、家裁等の注意深い監視とケアといった制度的手当てのないままこれを実施するとさまざまな問題や紛争が生じうる。共同親権を認めるのなら、その要件については、とりあえず厳しく限定し、当事者の申立てに基づき簡易な審理を行った上での家裁の許可を必要とすべきであった」とする。また、離婚自体についても、本来、離婚給付、親権、養育費、面会交流等についての家裁等による最低限のチェックが必要であり、それが現代の国際標準であるという。
配偶者の不貞の相手方に対する不法行為に基づく慰謝料請求については、配偶者に対する人格的支配を前提とし、また、最高裁判例でこの種事案の保護法益とされている「婚姻共同生活の平和」をむしろそこなう可能性もあるとして、水野紀子とともに、欧米同様に消極的に解すべきだとの考え方を採っている。
同性婚については、同性カップルが直面している問題の解決策として国家レベルの登録パートナーシップ制度を創設することは適切だが、同性婚を法律婚の一形態として認め、その帰結として同性婚カップルが生殖補助医療によって子をもつことまでをも認めるかについては、子の福祉、利益、アイデンティティー等の観点から、より慎重に考えてゆくべきであり、現時点では明確な結論は出せない、とする。

## 著作

### 筆名（関根牧彦）名義の一般書
- 『内的転向論――カフカへの旅』（思想の科学社、1994年）
- 『心を求めて――一人の人間としての裁判官』（騒人社、1996年）
- 『映画館の妖精』（騒人社、1998年）
- 『対話としての読書』（判例タイムズ社、2003年）

### 研究書
- 『民事保全法』（判例タイムズ社、2001年。全訂第2版2004年、第3版2008年）
- 『民事訴訟実務と制度の焦点――実務家、研究者、法科大学院生と市民のために』（判例タイムズ社、2006年）
- 『民事裁判実務と理論の架橋』（判例タイムズ社、2007年）
- 『ケースブック民事訴訟活動・事実認定と判断――心証形成・法的判断の過程とその解説』（判例タイムズ社、2010年）
- 『民事訴訟の本質と訴訟――市民のための裁判をめざして』（日本評論社、2013年）
- 『民事保全法〔新訂版〕』（日本評論社、2014年。従来判例タイムズ社から刊行されていたものの改訂新版。新訂第2版2020年）
- 『民事訴訟実務・制度要論』（日本評論社、2015年。『民事訴訟実務と制度の焦点』の改訂新版）
- 『ケース演習 民事訴訟実務と法的思考』（日本評論社、2017年。『ケースブック民事訴訟活動・事実認定と判断』の改訂新版）
- 『民事訴訟法』（日本評論社、2019年。第2版2022年）

### 一般書
- 『絶望の裁判所』（講談社現代新書、2014年）
- 『ニッポンの裁判』（講談社現代新書、2015年）
- 『リベラルアーツの学び方』（ディスカヴァー・トゥエンティワン、2015年。エッセンシャル版、2018年）
- 『黒い巨塔 最高裁判所』（講談社、2016年。講談社文庫、2019年）
- 『裁判所の正体――法服を着た役人たち』（新潮社、2017年〔清水潔との対談〕）
- 『裁判官・学者の哲学と意見』（現代書館、2018年）
- 『教養としての現代漫画』（日本文芸社、2019年）
- 『民事裁判入門――裁判官は何を見ているのか』（講談社現代新書、2019年）
- 『究極の独学術――世界のすべての情報と対話し学ぶための技術』（ディスカヴァー・トゥエンティワン、2020年）
- 『檻の中の裁判官――なぜ正義を全うできないのか』（角川新書、2021年）
- 『我が身を守る法律知識』（講談社現代新書、2023年）
- 『現代日本人の法意識』（講談社現代新書、2024年）

### 上記以外の著作・インタビュー

#### コンメンタール（逐条解説書）
- 『注釈民事保全法〔上、下〕』（監修山﨑潮、編集代表瀬木比呂志。民事法情報センター発行・きんざい販売、1999年）
- 『エッセンシャル・コンメンタール民事保全法』（瀬木比呂志監修。判例タイムズ社、2008年）

#### 研究書の入門書
- 『民事訴訟実務入門』（判例タイムズ社、2010年）
- 『民事訴訟制度入門』（判例タイムズ社、2011年）
- 『民事保全法入門』（判例タイムズ社、2011年）

#### 主要論文・論考
- 『民事裁判実務と理論の架橋』（2007年）603頁以下の著作目録記載の各論文・論考（同書収録の主要論文を含め、同書以前の論文・論考等が網羅的に記載されている。なお、同書収録論文はその時点で多少補足修正されている）。
- 「子の監護紛争と家事保全・人身保護請求」『新家族法実務大系2』（新日本法規、2008年）351頁以下。
- 「これからの民事訴訟と手続保障論の新たな展開、釈明権及び法的観点指摘権能規制の必要性」栂＝遠藤古稀祝賀論文集『民事手続における法と実践』（成文堂、2014年）335頁以下。
- 「『絶望の裁判所』の瀬木比呂志教授が読み解く袴田事件再審開始決定」G2（ジーツー）16号124頁以下（講談社、2014年）。
- 「『絶望の裁判所』の瀬木比呂志教授が読み解く大飯原発「差止め認容」判決」G2（ジーツー）17号296頁以下（講談社、2014年）。
- 「スラップ訴訟、名誉毀損損害賠償請求訴訟の現状・問題点とそのあるべき対策（立法論）」法学セミナー741号28頁以下（2016年）。
- 「裁判と裁判官をめぐる幻想」現代思想51巻9号8頁以下（2023年）。
- 「公開講座 家族をめぐる法の問題と動向――離婚、親権と家族法改正、同性婚」明治大学法科大学院ジェンダー法センター年報第5号（2024年）。

#### ウェブ閲覧可能な論文・論考・インタビューとその掲載サイトの主要なもの
- 「明治大学法科大学院論集」掲載の各論文――明治大学学術成果リポジトリ  ――新司法試験論文式試験問題を包括的・批判的に検討する論文、『民事訴訟法』を補足する内容のいくつかの小論文等。具体的には以下のとおりである。なお、第28号は瀬木等3教授の退職記念論文集であり、273頁以下に「瀬木比呂志先生に贈る言葉」（手塚明）、同ⅰ頁以下に「献呈の辞」（工藤祐巌）がある。  
  - 「機能的民事訴訟法学・法教育の試み」第15号57頁
  - 「『家族法制の見直しに関する中間試案』に関する私見と離婚・子の監護等に関する制度のあるべき方向」第27号57頁
  - 「学生、実務家が民事訴訟法理論を学ぶことの意味」第27号71頁
  - 「司法試験論文式試験問題のあり方について」第28号87頁
  - 「民事訴訟法317条2項のあるべき解釈」第28号113頁
- 朝日新聞ウェブサイト「論座」掲載の各論考――ウェブサイト「論座アーカイブ」 ――テーマは、原発訴訟、死刑、犯罪、裁判員制度の10年間等。特に、原発訴訟については、このサイトの一連の論考が詳しい。
- 講談社ウェブサイト「現代ビジネス」掲載の各著書関連インタビュー――現代ビジネス-瀬木比呂志PROFILE
- 伊方原子力発電所運転差止仮処分に関する意見書――脱原発弁護団全国連絡会-瀬木比呂志氏の意見書の提出について
- 瀬木比呂志＝水野紀子「対談 離婚訴訟、離婚に関する法的規整の現状と問題点――離婚訴訟の家裁移管を控えて」判例タイムズ1087号20頁以下、『民事裁判実務と理論の架橋』340頁以下――水野紀子ウェブサイト